# (8626) Melissarauch
(8626) Melissarauch est un astéroïde de la ceinture principale.

## Description
(8626) Melissarauch est un astéroïde de la ceinture principale. Il fut découvert le 2 mars 1981 à Siding Spring par Schelte J. Bus. Il présente une orbite caractérisée par un demi-grand axe de 3,17 UA, une excentricité de 0,09 et une inclinaison de 6,2° par rapport à l'écliptique.

## Compléments